# Spirodiplosis implexa
Spirodiplosis implexa är en tvåvingeart som beskrevs av Fedotova 2004. Spirodiplosis implexa ingår i släktet Spirodiplosis och familjen gallmyggor. Inga underarter finns listade i Catalogue of Life.